# Viktor Vasil'evič Talalichin
Viktor Vasil'evič Talalichin (in russo Виктор Васильевич Талалихин?; Teplovka, 18 settembre 1918 – Podol'sk, 27 ottobre 1941) è stato un militare e aviatore sovietico, asso dell'aviazione durante la seconda guerra mondiale con 8 vittorie al suo attivo. Con decreto del Presidium del Soviet supremo dell'URSS dell'8 agosto 1941 fu insignito delle onorificenze di Eroe dell'Unione Sovietica e dell'Ordine di Lenin e risulta anche decorato con l'Ordine della Bandiera rossa e dell'Ordine della Stella Rossa.

## Biografia

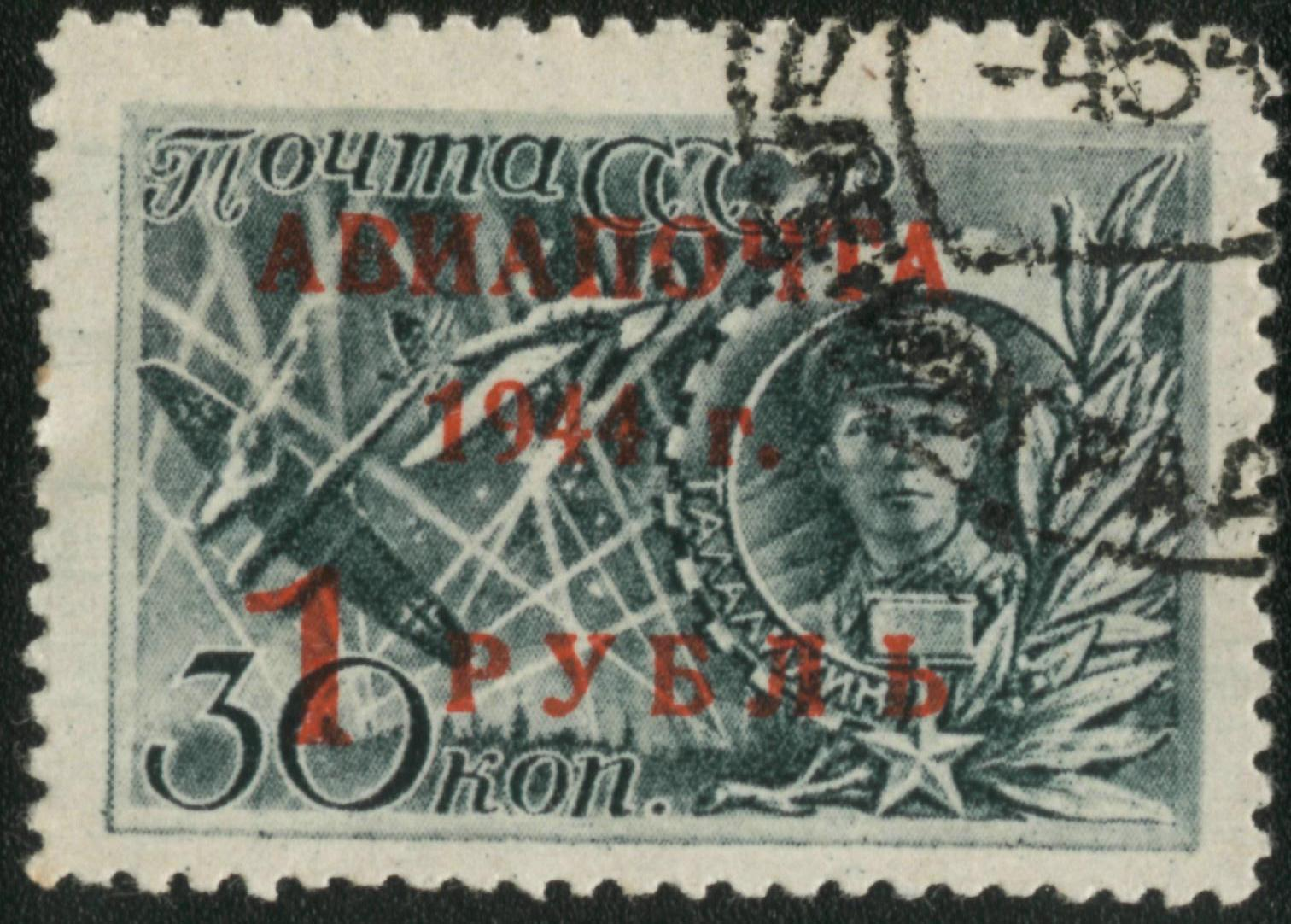
Francobollo commemorativo di Viktor Talalichin da 30 copechi

Nacque il 18 settembre 1918 nel villaggio di Teplovka, governatorato di Saratov, all'interno di una famiglia di contadini. Nel 1924 lui e la sua famiglia si trasferirono a Volsk, dove studiò presso la scuola secondaria n. 1. Nell'estate del 1933 con la sua famiglia si trasferì a Mosca, dove nel corso del 1934 si diplomò alla scuola di fabbrica del locale stabilimento di lavorazione della carne. Lavorò in questa fabbrica dal 1934 al 1937 e, a partire dal 1935, entrò nel gruppo di volo a vela della fabbrica e sotto la direzione del Komsomol prese successivamente lezioni di volo a vela presso l'aeroclub del distretto Proletarskij. Nel giugno 1937 eseguì il suo primo volo da solista a bordo di un Polikarpov U-2.
Dopo essersi arruolato nell'Armata Rossa nel dicembre dello stesso anno, si brevettò pilota militare presso la 2ª Scuola di pilotaggio dell'aviazione militare di Borisoglebsk, venendo promosso sottotenente. Inizialmente venne assegnato, in qualità di pilota junior, al 3º squadrone del 27º Reggimento dell'aviazione da combattimento (IAP), parte delle forze aeree del distretto militare di Mosca, equipaggiato con i biplani Polikarpov I-153. Con il 27° IAP combatté durante la guerra d'Inverno (novembre 1939-marzo 1940), effettuando 47 missioni, nel corso delle quali gli furono riconosciute tre vittorie individuali e una in compartecipazione. Per le sue azioni fu decorato con l'Ordine della Stella Rossa. Nella primavera del 1941 frequentò i corsi per comandante di reparto, al termine dei quali fu assegnato al 177º Reggimento dell'aviazione da combattimento (IAP-PVO) della V-VS, in addestramento nell'area di Mosca, come comandante di volo del 1º Squadrone.
Dopo l'inizio dell'invasione dell'Unione Sovietica (Operazione Barbarossa), si distinse sul fronte orientale, venendo promosso vicecomandante del 1º Squadrone, allora impegnato nella difesa aerea della capitale. Effettuò la sua prima missione bellica il 22 luglio. Nella notte tra il 5 e il 6 agosto abbatté un bombardiere Junkers Ju 88. In quella successiva, mentre volava su un caccia Polikarpov I-16, rimasto senza munizioni, speronò un bombardiere Heinkel He 111 che volava su Mosca, abbattendolo, ma distruggendo anche il suo aereo. Ferito dal fuoco di risposta del bombardiere, si lanciò con il paracadute, atterrando in un laghetto. La sua azione fu subito riportata dalla stampa ed egli divenne molto popolare, come primo eroe dell'aviazione da caccia durante il conflitto. L'8 agosto fu insignito del titolo di Eroe dell'Unione Sovietica con stella d'oro n.578 e dell'Ordine di Lenin e nominato comandante di squadrone del 177 IAP-PVO. Successivamente il suo reparto iniziò la transizione al nuovo velivolo Mikoyan-Gurevich MiG-3. Il 27 ottobre condusse un gruppo misto, formato da due MiG-3 e sei I-16, in un'azione su Podol'sk, a copertura delle truppe di terra. Vicino al villaggio di Kamenka la formazione iniziò ad attaccare le posizioni tedesche, ma gli aerei sovietici furono attaccati, con il favore della quota, da sei caccia Messerschmitt Bf 109. In quella azione rivendicò l'abbattimento di due Messerschmitt Bf 109 prima di essere a sua volta abbattuto e ucciso da un altro caccia nemico.
Il suo corpo fu inviato a Mosca e cremato. Il 23 febbraio 1959 l'urna con le sue ceneri fu trasferita presso il cimitero di Novodevičij.
Gli sono state intitolate vie a Mosca, Kaliningrad, Volgograd, Krasnoyarsk, Vladivostok e Borisoglebsk.
Parti dell'He 111 da lui speronato e abbattuto sono esposte presso il Museo Centrale delle Forze Armate. Nel giugno 2014 il relitto del suo I-16 è stato scoperto in una foresta a 20 chilometri da Mosca.
Il 30 agosto 1948 Talalichin è stato aggiunto in modo permanente alla lista del personale in servizio nel 1º Squadrone del 177º Reggimento dell'aviazione da combattimento (IAP-PVO). Monumenti in sua memoria furono costruiti a Mosca e a Podol'sk e un obelisco commemorativo fu posto al 43° chilometro dell'autostrada A-130 che porta a Varsavia, sul quale ebbe luogo lo speronamento del bombardiere tedesco.

## Onorificenze

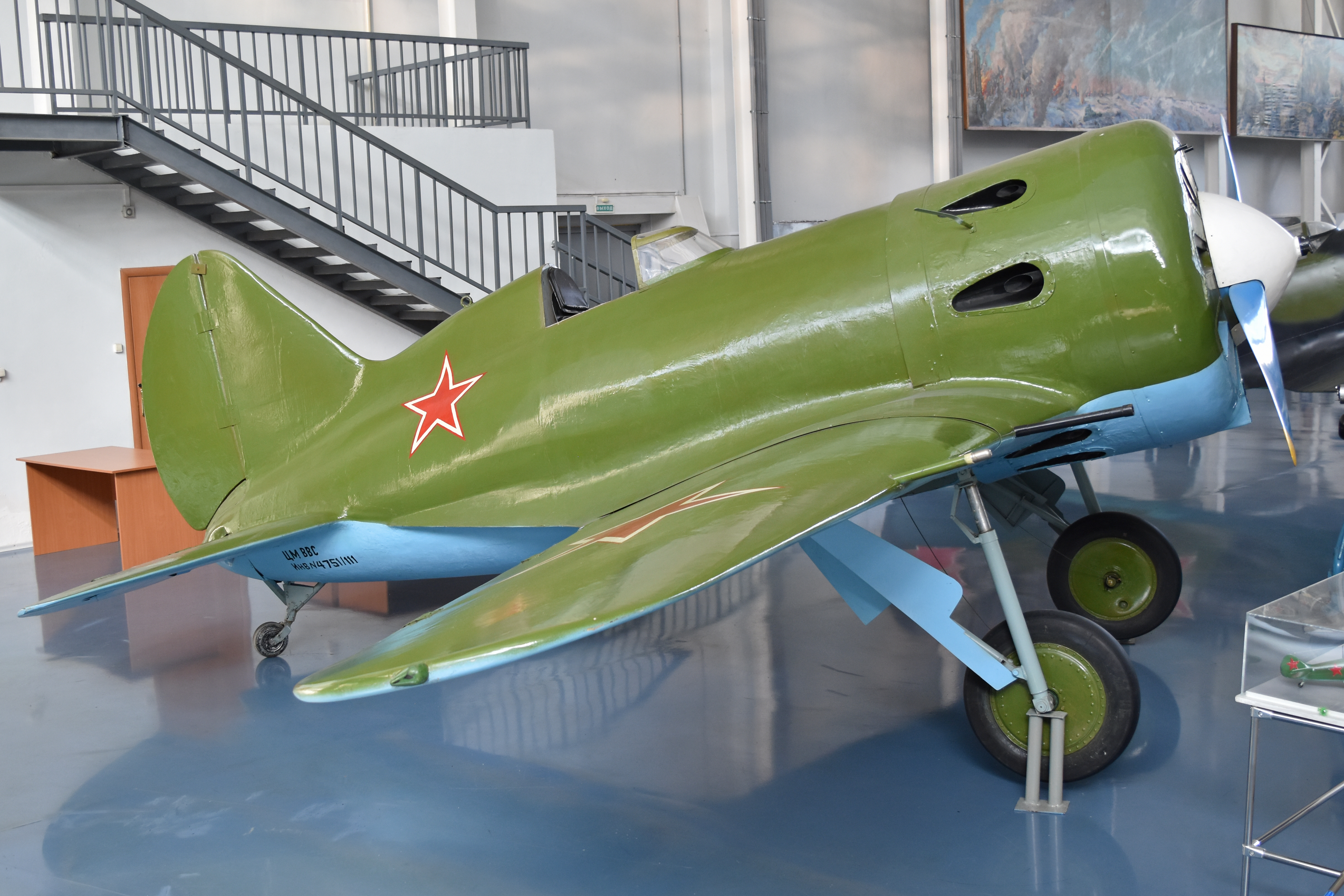
Un caccia Polikarpov I-16.

### Annotazioni
1. ↑  Tuttavia il pilota Pëtr Eremeev, impegnato anch'egli nella difesa aerea di Mosca, aveva già eseguito la stessa azione il 29 luglio.

### Fonti
1. 1 2 3 4 5 6 7 8 9 10 11  Warheroes.
2. ↑  Seidl 1998, p. 328.
3. ↑  Указ Президиума Верховного Совета СССР «О присвоении звания Героя Социалистического Труда лётчику-истребителю Талалихину Виктору Васильевичу» от 8 августа 1941 года // Ведомости Верховного Совета Союза Советских Социалистических Республик : газета. — 1941. — 17 августа (№ 36 (151)). — С. 1.
4. 1 2 3 4 5 6 7 8 9 10 11  Narod.
5. ↑  Seidl 1998, p. 263.
6. 1 2  Seidl 1998, p. 282.
7. 1 2 3  Maslov 2010, p. 73.
8. ↑  Khazanov, Medved 2012, pp. 64-65.
9. ↑  Hardesty 1982, p. 29.
10. ↑  mk.ru.
11. ↑  Tracesofwar.